# Pedalo (Spielgerät)
Ein Pedalo ist ein Spielgerät zur Fortbewegung für Kinder und Erwachsene, das von der Holz-Hoerz GmbH aus Münsingen hergestellt wird.

## Geschichte
1963 erfand Ruth Weidenbach aus Geislingen/Steige das Pedalo. Bereits im selben Jahr stellte Erich Hoerz das Einzel-Pedalo mit drei Rädern und zwei Pedalen dazwischen her. Damit mehr Kinder damit rascher fahren lernen konnten, entwickelte er 1970 das Doppel-Pedalo (Pedalo Classic) mit etwas längeren Trittbrettern und sechs Rädern. Auf dieser Basis entstanden weitere Geräte zum Rollen, Balancieren und Trainieren. Im August 2008 verstarb der Erfinder Erich Hoerz im Alter von 79 Jahren.

## Pedalo-Systeme

### Original Pedalo
Das Original, seit 50 Jahren nahezu unverändert gefertigt, gehört zu den erfolgreichsten Koordinationsgeräten. Drehbar gelagerte Trittflächen von je 6 × 14 cm erhöhen den Schwierigkeitsgrad und trainieren das Gleichgewicht, das Reaktionsvermögen, die koordinativen Fähigkeiten, Haltung und Bewegung in besonderem Maße. Im Freizeit- und Leistungssport ist der Pedalo-Sport ein wichtiger Bestandteil des koordinativen Trainings. Mit dem Zubehör Festhalteseil wird der Bewegungsablauf durch Arme und Hände unterstützt. Vorübungen auf dem Pedalo-Classic (Doppel-Pedalo) sind von Vorteil. Bis ca. 100 kg belastbar. Das Original Pedalo gibt es in den Ausführungen Pedalo Sport (Einzel-Pedalo), Pedalo Classic (Doppel-Pedalo) sowie Pedalo Combi.

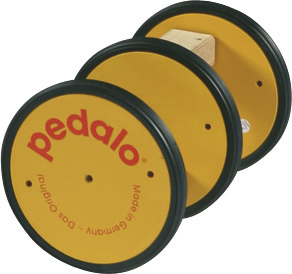
Das Pedalo Sport (Einzel-Pedalo)
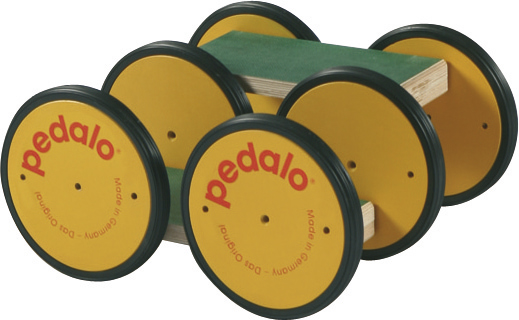
Das Pedalo Classic (Doppel-Pedalo)
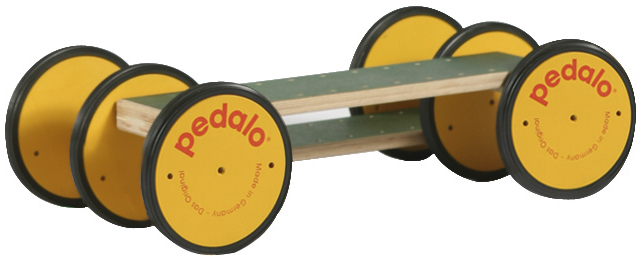
Das Combi-Pedalo (für zwei Personen)

### Pedalo „S“ Reha
Mit Festhaltestützen und Barrenholmen ausgestattet, sind diese Pedalos nach Verletzungen im Haltungsapparat, aber auch nach neurologischen Ausfällen wichtige Hilfsmittel und Trainingsgeräte zur Wiederherstellung der motorischen Fähigkeiten.

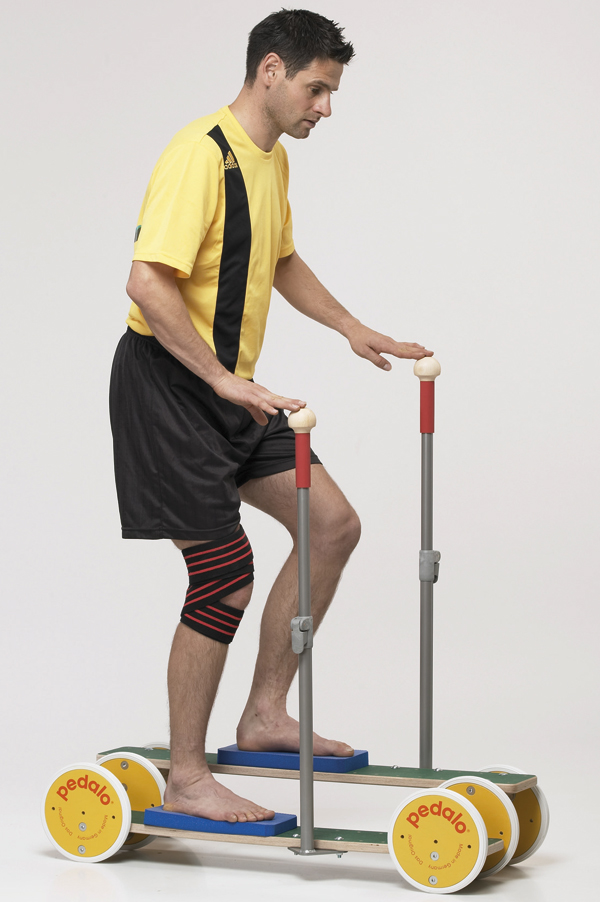
Oliver Otto auf einem Pedalo „S“ Reha mit höhenverstellbaren Stützen
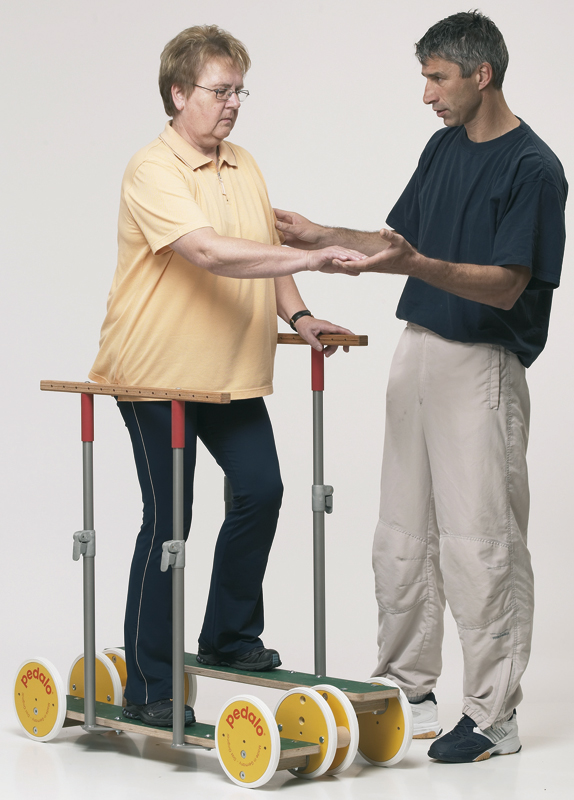
Pedalo „S“ Reha Bar mit höhenverstellbaren Barren

### Pedalo „S“ Aqua
Pedalo „S“ Aqua stehen in erster Linie für therapeutische Anwendungen im Wasser zur Wiederherstellung der Mobilität nach Verletzungen im Haltungsapparat, aber auch für spielerische Einsätze in Freizeit- und Spaßbädern.

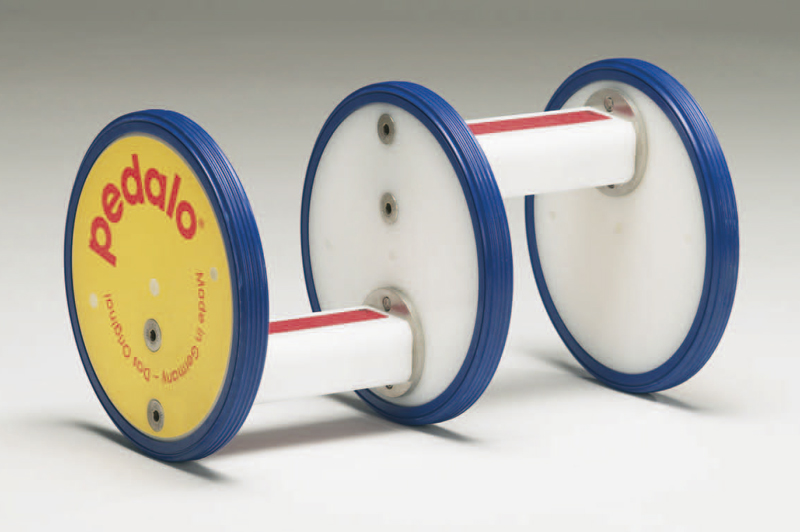
Pedalo „S“ Aqua Sport (Einzel-Pedalo)
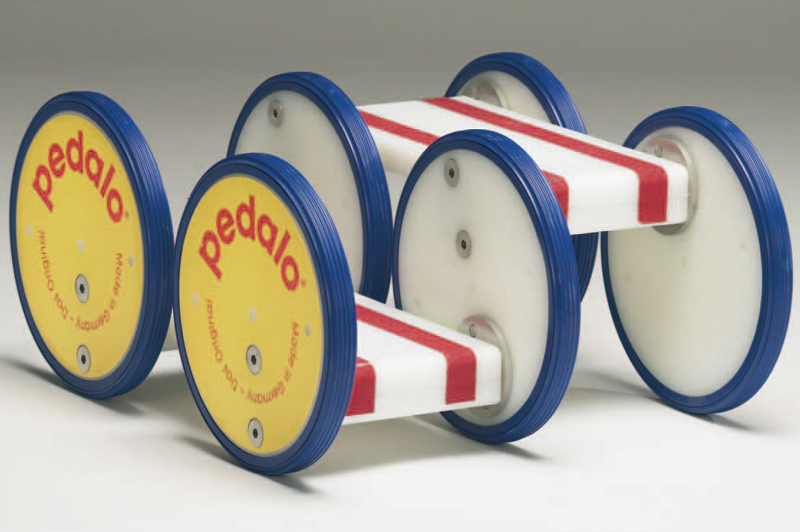
Pedalo „S“ Aqua Classic (Doppel-Pedalo)

### Pedalo „S“ Air
Pedalo „S“ Air rollen aufgrund ihrer Luftbereifung im Außenbereich komfortabel auf unebenen Untergründen wie Rasen, Schotter und Asphalt. Für kommunale Einrichtungen und Spielmobilisten sind die Pedalo „S“ Air für den täglichen Einsatz somit erste Wahl.

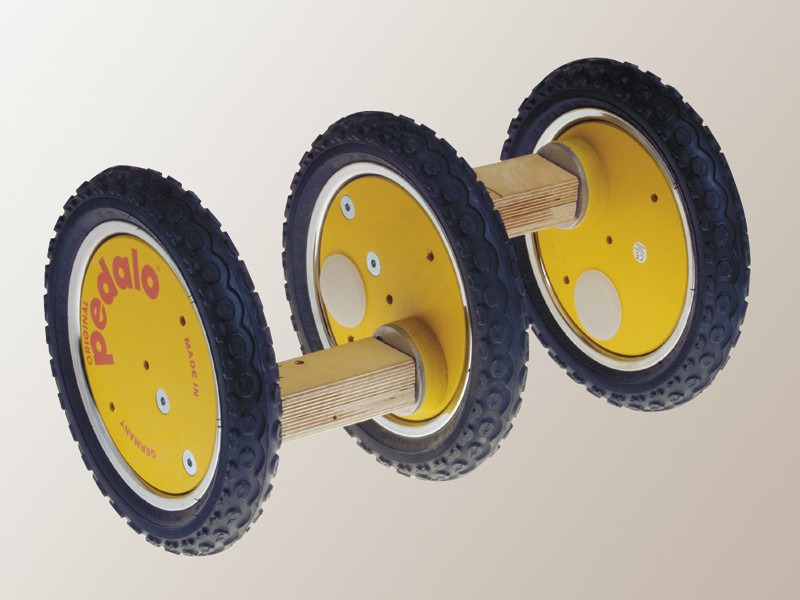
Pedalo Air Sport (Einzel-Pedalo)
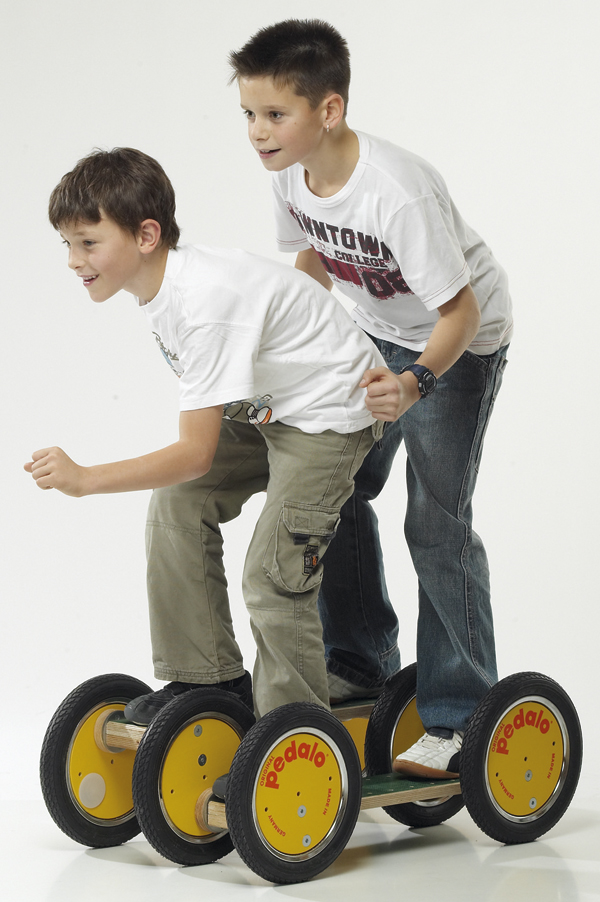
Pedalo Air Combi (Doppel-Pedalo)
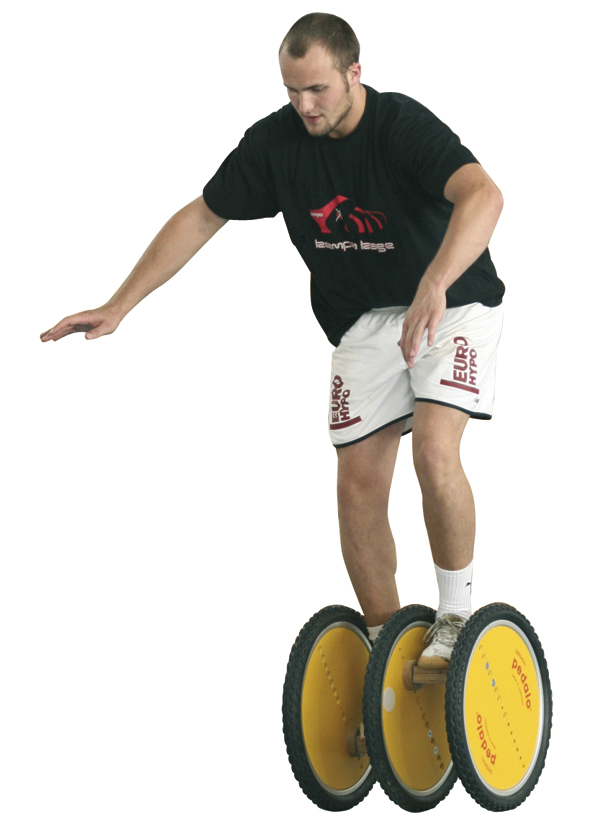
Riesen Pedalo „S“ Air

## Medieninteresse und Netzkultur
- Im März 2009 wurde in der ProSieben-Sendung Schlag den Star von Stefan Raab das Pedalo-Spiel gezeigt, bei dem die beiden Kandidaten mit einem Pedalo eine gewisse Strecke und über eine Ziellinie fahren mussten. Der Star Stefan Kretzschmar verlor. Dieses Spiel wurde ebenfalls des Öftern in der Sendung Schlag den Raab gezeigt. Im Januar 2022 wurde dieses Spiel bei einer Ausgabe von Schlag den Star mit Max Kruse und Steven Gätjen erneut ausgetragen.

- Seit Anfang 2018 wird das Pedalo als Meme verwendet. Angefangen hat das Ganze damit, dass der Spruch „Bruder muss los“ unter ein Pedalo-Bild geschrieben wurde. Das Bild zeigt den ehemaligen Fußballspieler Oliver Otto auf einem Pedalo.[2] Der Spruch bezieht sich auf eine Person, die sich in einer peinlichen Situation befindet und schnell weg von dieser möchte, anstatt sich damit auseinandersetzen zu müssen. Bruder ist dabei der Ausdruck für einen Freund in der Jugendsprache und bezieht sich nicht auf den familiären Bruder. Das Pedalo stellt hierbei ein humoristisches Mittel zum Wegbewegen dar. Der Satz wird auch für den Start einer unsinnigen oder kuriosen Aktion verwendet. Seitdem ist dieses Meme auf Plattformen wie Reddit, Twitter, Facebook, Instagram, YouTube und vielen mehr zu finden, und wird täglich mit neuen Texten und Bildern versehen. Dabei wird zum Beispiel mit Wortspielen oder Situationskomik gearbeitet.[3][4]

## Auszeichnungen (Auszug)
- 1971: Bundespreis „Gute Form“
- „Gute Form“ Frankfurt
- „Gute Form“ Hannover
- 1981: „Behindertengerechtes Design“ Bonn
- 1989: „Formbeständig 2“ Haus der Wirtschaft Landesgewerbeamt Baden-Württemberg, 1989
- 1991: Sonderpreis der Stiftung der Kreissparkasse Reutlingen zur Förderung innovativer Leistungen im Handwerk
- 2008: Diplom der Toy Russia
- 2008: Auszeichnung der Toy Russia